# Koriandr setý
Koriandr setý (Coriandrum sativum) je jednoletá rostlina z čeledi miříkovitých (Apiaceae), planě rostoucí ve Středomoří, odedávna pěstovaná v Indii a v Egyptě. Využívá se v gastronomii jako koření a dále i v léčitelství.
Jedná se o jednoletou mrkvovitou bylinu, jejíž lodyha dosahuje výšky až jednoho metru a nahoře se větví. Spodní listy jsou jednoduše zpeřené a řapíkaté, horní listy přisedlé pochvou a zpeřené dvakrát až třikrát. Listy mají dělené, čárkovité úkrojky. Květy mají bílou či růžovou barvu, přičemž tvoří okolíky. Plod je kulatý a hnědožlutý. Koriandr kvete v období června a července. Účinnými látkami jsou především silice a některé vitamíny skupiny B.

## Využití

### Fytoterapie
U koriandru se sbírá plod a list. Koriandr podporuje tvorbu žaludeční šťávy, čímž příznivě ovlivňuje trávení. Čaj z koriandru pomáhá při bolestech břicha, pocitu plnosti či nadýmání; je doporučován též v čajové směsi s kmínem. Obklady z koriandru pomáhají při revmatických potížích kloubů.

### Gastronomie

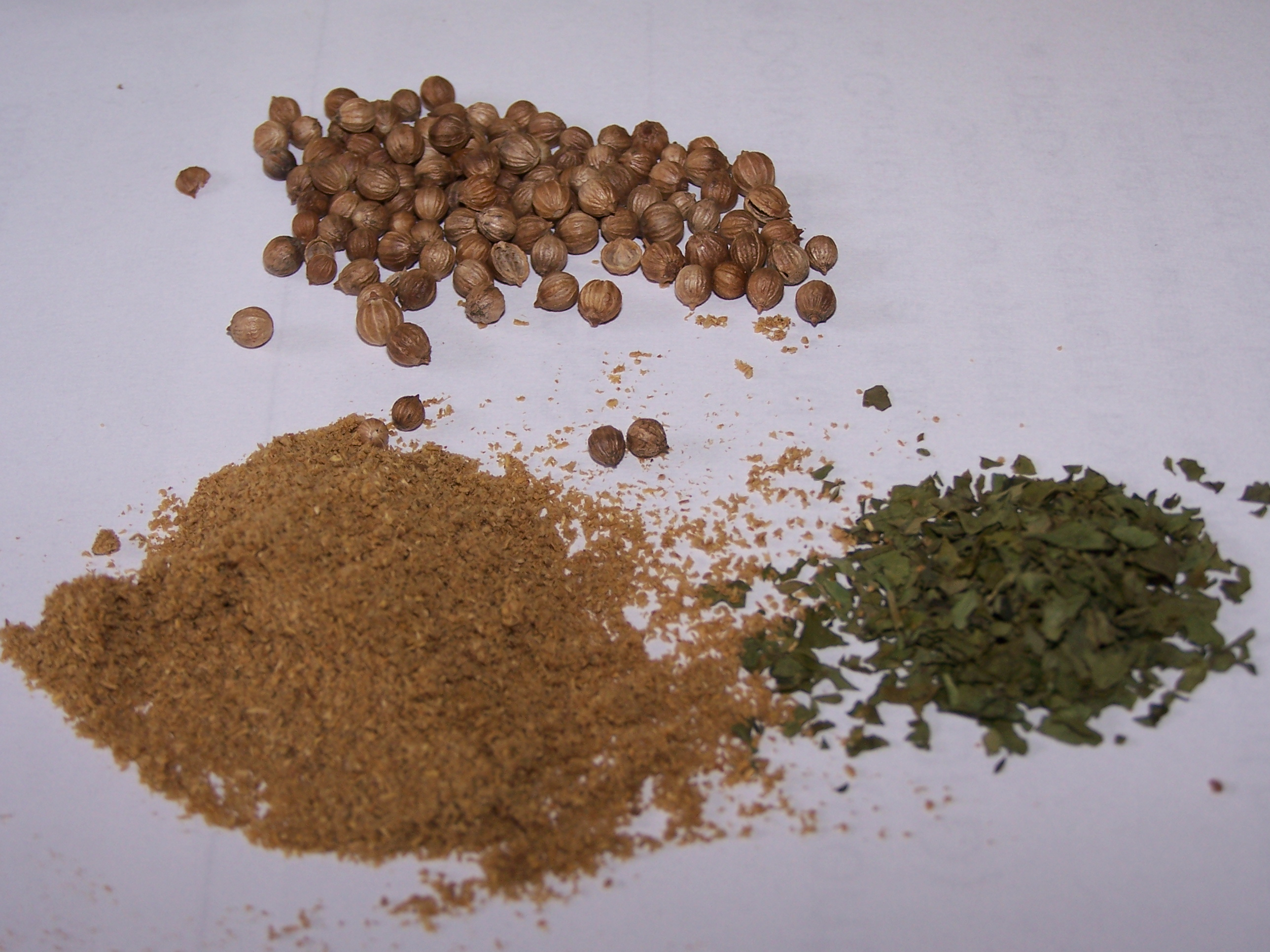
Koriandr – koření

Koriandr se pěstuje také i v Česku, příbuzný anýzu, kmínu a kopru. Používá se jako koření, především k nakládání hub a zeleniny (červená řepa a okurky), do chleba, který tak činí stravitelnější, je klasickou přísadou do perníku, uzenářských výrobků, k přípravě jehněčího, vepřového a hovězího masa či ryb. Využití nachází také ve výrobě alkoholických nápojů včetně vín. U koriandru jsou poživatelné všechny části rostliny. Každá má své specifické aroma i chuť. Listy mají specifickou vůni a svěží chuť s nádechem citronu a nepatrnou příchutí anýzu, semena jsou nasládlá, aroma připomínající pomerančovou kůru a kořen je intenzivnější verzí listu. Plody koriandru tvoří jednu ze základních součástí indického karí a uplatňuje se v ostré mexické, arabské i čínské kuchyni, listy se užívají ve vietnamské, indické, thajské či arabské kuchyni podobně jako zelená petržel.
Stejně jako má listový koriandr své příznivce, tak u mnoha lidí vyvolává nesnášenlivost, která je geneticky podmíněná – chuť čerstvého koriandru jimi bývá přirovnávána k mýdlu a jeho aroma k zápachu ploštic. Nesnášenlivost koriandru je ovlivněna genem OR62A, nechuť je přítomna pravděpodobně u 10 % celosvětové populace, nejvíce je však rozšířena v Evropě. 24. únor je vyhlášen jako den nenávisti ke koriandru (anglicky I hate coriander Day).